# Karike, Madikeri
Karike là một làng thuộc tehsil Madikeri, huyện Kodagu, bang Karnataka, Ấn Độ.